# Résolution 988 du Conseil de sécurité des Nations unies
Membres permanents
- Chine
- États-Unis
- France
- Royaume-Uni
- Russie

Membres non permanents
- Allemagne
- Argentine
- Botswana
- Honduras
- Indonésie
- Italie
- Nigéria
- Oman
- République tchèque
- Rwanda

Résolution no 987 Résolution no 989
La résolution 988 du Conseil de sécurité des Nations unies, adoptée le 21 avril 1995, après avoir réaffirmé toutes les résolutions sur la situation dans l'ex-Yougoslavie, en particulier les résolutions 943 (1994) et 970 (1995), a pris note des mesures prises par la république fédérale de Yougoslavie (Serbie et Monténégro) de poursuivre la fermeture de la frontière avec la Bosnie-Herzégovine et a donc prolongé la suspension partielle des sanctions contre la république fédérale de Yougoslavie (Serbie-et-Monténégro) de 75 jours supplémentaires, jusqu'au 5 juillet 1995.
Bien que la frontière reste fermée entre les deux pays, le Conseil de sécurité a noté que des vols d'hélicoptères avaient peut-être traversé la frontière et que cette situation faisait l'objet d'une enquête de la part de la mission de la Conférence internationale sur l'ex-Yougoslavie.
Le Conseil de sécurité a confirmé que les mesures de la résolution 943 seraient suspendues jusqu'au 5 juillet 1995. Le carburant supplémentaire au-delà des besoins immédiats pour un voyage en avion ou en ferry n'était pas autorisé, sauf autorisation du comité crée en vertu de la résolution 724 (1992). Tous les pays ont été appelés à respecter la souveraineté, l'intégrité territoriale et les frontières internationales des pays de la région. Les États membres ont également été invités à renforcer la mission de la Conférence internationale en mettant à disposition des ressources supplémentaires. La république fédérale de Yougoslavie (Serbie-et-Monténégro) a été invitée à coopérer avec la mission et avec l'enquête sur les vols d'hélicoptères, ainsi qu'à rétablir les liaisons de communication entre elle et les zones de Bosnie-Herzégovine sous contrôle des Serbes de Bosnie.
Le comité crée dans la résolution 724 a été invité à donner la priorité aux demandes d'aide humanitaire. Le secrétaire général Boutros Boutros-Ghali a été prié de faire rapport tous les 30 jours sur les questions liées à la fermeture de la frontière et sur la mise en œuvre de toutes les résolutions pertinentes. Si ce rapport constatait l'inexécution de la résolution, la suspension prendrait fin le cinquième jour ouvrable suivant la présentation dudit rapport.
La résolution 988 a été adoptée par 13 voix contre zéro et 2 abstentions de la part de la Chine et de la Russie. 

## Voir également
- Guerre de Bosnie-Herzégovine
- Dislocation de la Yougoslavie
- Guerre de Croatie
- Guerres de Yougoslavie